# Melvyn Hayes
Melvyn Hayes (ur. 11 stycznia 1935 w Londynie) – brytyjski aktor, najbardziej znany ze swych ról telewizyjnych.
Karierę aktorską zaczynał w Comedy Theatre w Londynie w latach 50. Nieco później przyszły role filmowe – do najważniejszych obrazów z jego udziałem należą Przekleństwo Frankensteina (1957), Chcemy się bawić (1961), Summer Holiday (1963) oraz Crooks in Cloisters (1964). Największą popularność przyniosła mu jednak praca dla telewizji, w szczególności emitowany przez siedem lat serial It Ain’t Half Hot Mum, w którym wcielał się w postać absolutnie przeczącego tradycyjnemu wzorcowi żołnierskiej męskości szeregowca (potem kaprala) "Glorii" Beaumonta.
W późniejszym okresie swojej kariery grał wiele drobnych ról filmowych i telewizyjnych (m.in. w serialu EastEnders), pracował również w dubbingu i w teatrze, gdzie zyskał sporą renomę jako mim.